# Felsőegerszeg
Felsőegerszeg község Baranya vármegyében, a Hegyháti járásban.

## Fekvése
A Baranya-csatorna völgye melletti lankák között bújik meg, Sásdtól alig másfél kilométerre délkeletre; a Hegyhát viszonylag kedvező adottságokkal rendelkező kistelepülései közé tartozik. Közigazgatási területének nyugati szélét érinti a 66-os főút is, de központjába csak abból, a 27. kilométere előtt kelet felé leágazva lehet eljutni, a Varga irányába induló 65 189-es, majd északnak fordulva a 65 191-es számú mellékutakon.

## Nevének eredete
Neve az égerfa név és a szeglet, zug jelentésű szög összetételéből adódik. A felső előtag megkülönböztető szerepű.

## Története
A dombokra Y alakban felkúszó falu már az őskorban is lakott volt, amit késő bronzkori, vaskori feltárt sírok is tanúsítanak. Felsőegerszeg nevét első írásos említésekor Egörszeg néven írták.
A török hódoltság idején többször települt újra. A 18. században székesegyházi birtok volt.
A nagy kiterjedésű erdők irtása növeli a tájék eltartóképességét, lakossága azonban 1870-ben 306, 1941-ben 325, hogy aztán folyamatosan csökkenjen: 1990-ben 216, 2011-ben 129.
Neve 1904 óta Felsőegerszeg, már akkor a sásdi jegyzőség része.
A két világháború között népkönyvtár, 1946-tól földműves szövetkezet működik a faluban. 1960-ban alakult meg a termelőszövetkezet, amely 1965-ben egyesült a sásdival.

## Közélete

### Polgármesterei
- 1990–1994: Papp Magdolna Jolán (független)[4]
- 1994–1998: Papp Magdolna (független)[5]
- 1998–2002: Papp Magdolna Jolán (független)[6]
- 2002–2006: Papp Magdolna Jolán (független)[7]
- 2006–2010: Papp Magdolna Jolán (független)[8]
- 2010–2014: Papp Magdolna (független)[9]
- 2014–2019: Papp Magdolna Jolán (független)[10]
- 2019–2024: Herke Csaba (független)[11]
- 2024– : Herke Csaba (független)[1]

## Népesség
A település népességének változása:
| Lakosok száma | 129  | 123  | 128  | 116  | 108  | 125  | 118  | 124  |
|               | 2013 | 2014 | 2015 | 2019 | 2021 | 2022 | 2023 | 2024 |

A 2011-es népszámlálás során a lakosok 95,6%-a magyarnak, 5,8% cigánynak, 0,7% németnek mondta magát (4,4% nem nyilatkozott; a kettős identitások miatt a végösszeg nagyobb lehet 100%-nál). A vallási megoszlás a következő volt: római katolikus 65%, református 0,7%, görög katolikus 0,7%, felekezeten kívüli 20,4% (13,1% nem nyilatkozott).
2022-ben a lakosság 77,6%-a vallotta magát magyarnak, 4% cigánynak, 2,4% egyéb, nem hazai nemzetiségűnek (20,8% nem nyilatkozott; a kettős identitások miatt a végösszeg nagyobb lehet 100%-nál). Vallásuk szerint 26,4% volt római katolikus, 0,8% egyéb keresztény, 13,6% felekezeten kívüli (59,2% nem válaszolt).

## Nevezetességei

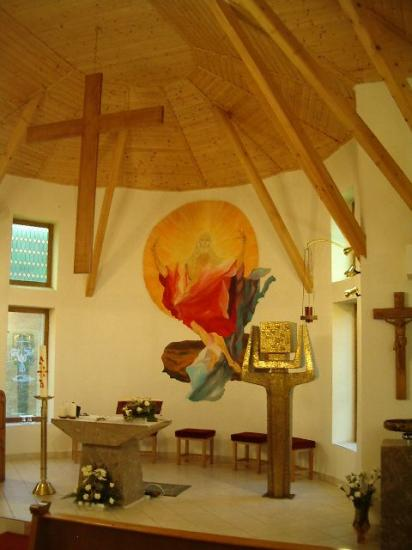
Oltárkép: "Et resurrexit..." – secco (Matthias Grünewald Feltámadás c. oltárképének (1515) egy részlete nyomán)

- Mária szobor

1997-ben készült, turisztikai látványosságként emlegetik. Egyre gyakrabban látogatnak ide a művészeti élet jeles képviselői, kortárs alkotóművészek. Bocz Gyula szobrászművész carrarai márványból alkotta meg az „Áldott Madonna” alakját.
- Templom

2000-ben, négy hónap alatt, Szonner Ádám (1927–2007) sásdi kanonok munkája és közreműködése nyomán közösségi munkával épült. A templomot Dipl.-Ing. Franz Wesinger németországi építész tervezte. A templom oltárképét („Et resurrexit…” – secco) Sáska Zoltán Attila készítette Matthias Grünewald Feltámadás c. oltárképének (1515) egy részlete alapján.